# Jacknife (película)
Jacknife (Cicatrices de guerra en Argentina) es una película estadounidense de 1989 dirigida por David Hugh Jones y protagonizada por Robert De Niro, Ed Harris y Kathy Baker. La película se centra en la historia de dos excombatientes de la Guerra de Vietnam con énfasis en la caracterización y la tensión entre las relaciones de los personajes.

## Argumento
Joseph Megessey (Robert de Niro) es un veterano de la Guerra del Vietnam, donde le pusieron como apodo Jacknife. Años después de finalizado el conflicto contacta con un antiguo compañero de armas, Dave (Ed Harris). Este se ha dado a la bebida, lo que hace conflictiva su relación con su hermana Martha (Kathy Baker), con quien convive. Esta se enamora de Joseph, complicando aún más la relación entre los tres personajes.

## Producción
La película se estrenó el 10 de marzo de 1989.
Ed Harris fue nominado para los Premios Globo de Oro como Mejor actor de reparto.
La película fue rodada en diversas localizaciones de Connecticut y en Montreal.